# Urania (muza)
Urania („Niebiańska”; gr. Οὐρανία Ouranía, łac. Urania, ‘Niebiańska’ od gr. ouranós ‘niebo’) – muza astronomii (łącznie z astrologią).
Uchodziła za córkę boga Zeusa i tytanidy Mnemosyne oraz za siostrę: Erato, Euterpe, Kalliope, Klio, Melpomene, Polihymnii, Talii, Terpsychory. Według niektórych źródeł miała synów Linosa (z Amfimarosem) i Hymena.
Była jedną spośród dziewięciu muz olimpijskich (przebywały na Olimpie), które należały do orszaku boga Apollina (Apollon Musagetes), ich przewodnika. Wraz ze swoimi siostrami uświetniała śpiewem biesiady bosko-ludzkie (m.in. zaślubiny Tetydy i Peleusa oraz Harmonii i Kadmosa), a także uczty olimpijskie samych bogów.
W sztuce przedstawiana jest zwykle jako kobieta z cyrklem, kulą nieba (gwiezdnym globusem) i wskaźnikiem (pałeczką służącą do wskazywania czegoś na globusie) – atrybutami symbolizującymi dziedzinę nauki, której patronowała (jej dziełem było gwiaździarstwo).
Imieniem muzy nazwano jedną z planetoid – (30) Urania, niektóre obserwatoria astronomiczne (m.in. w Antwerpii, Berlinie, Wiedniu, Zurychu) oraz czasopismo poświęcone upowszechnianiu wiedzy astronomicznej – „Urania – Postępy Astronomii”, a także nocny pociąg TLK Urania, w sezonie letnim 2016, kursujący między Krakowem a Kołobrzegiem i Krakowem a Ustką.